# Quadratrute
Quadratrute bzw. Geviertrute ist eine alte Flächeneinheit, die auf dem Längenmaß der Rute beruhte und in mehreren Ländern genutzt wurde. In den deutschen Staaten schwankte die Quadratrute zwischen etwa 7,13 und 36,25 m². Im deutschsprachigen Raum wurde die Rute bisweilen mit dem Zeichen ▯R. abgekürzt.
In Bayern hatte die Quadratrute nach der Verordnung vom 28. Februar 1809 8,5182 m². Diese Quadratrute bestand aus 100 Quadratfuß bzw. 10.000 Quadratzoll.
In Preußen hatte die Quadratrute nach der Maß- und Gewichtsordnung vom 16. Mai 1816 14,1846 m², in Sachsen für Feldmesser 18,4475 m², in Hamburg 21,846 m², in Württemberg 8,2077 m² und in Österreich 14,3866 m².
In der preußischen Provinz Hessen-Nassau wurde die Quadratrute als Hanauer Quadratrute bezeichnet, und es galt: 1 Hanauer Quadratrute = 10 Schichtschuh = 100 Schichtzoll = 12,741319 Quadratmeter. In der Schweiz im Kanton Genf galt: 1 Setine = 500 Quadratruten.

## Quadratrute versus Morgen
Die frühere Flächeneinheit Morgen war in den meisten deutschen Ländern durch eine feste Zahl von Quadratruten definiert. Diese Zahl war allerdings – ebenso wie die Größe des Morgens selbst – regional sehr unterschiedlich. Überwiegend lag sie zwischen 120 und 160 QR, in Preußen bei 180 QR und im Süden und Norden sogar zwischen 400 (Bayern) und 600 (Hamburg) Quadratruten.